# 몰 오브 디 에미리트

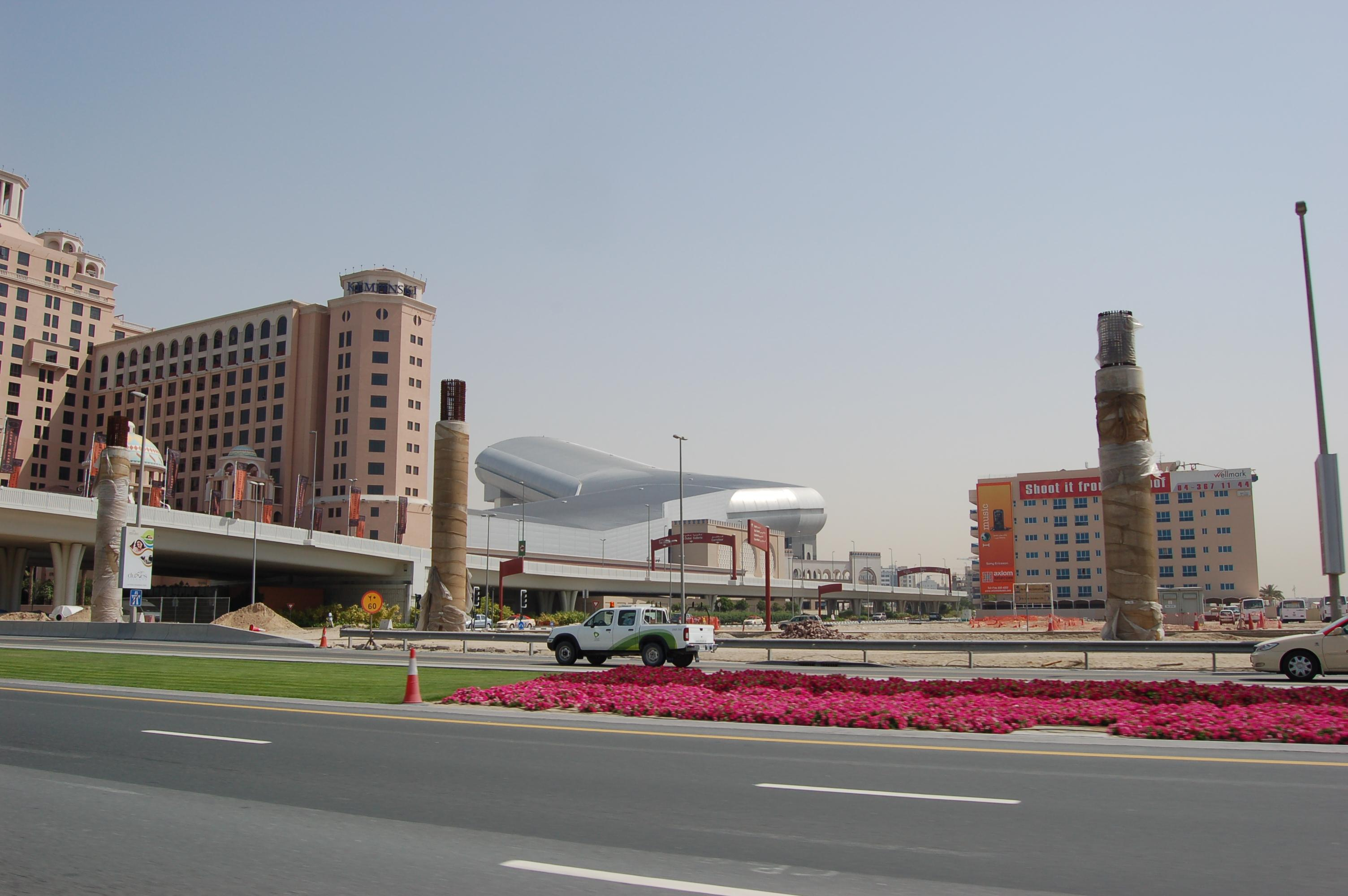

몰 오브 디 에미리트(Mall of the Emirates)는 두바이에 위치한 쇼핑 센터이다. 204개의 객실이 있으며 스키 두바이가 쇼핑 센터 내에 자리잡고 있다.